# イズモコバイモ
イズモコバイモ（出雲小貝母、学名：Fritillaria ayakoana）は、ユリ科バイモ属の小型の多年草、早春植物。

## 特徴
地下に鱗茎があり、径7-15mmで白色の球形になり、2個の半球形の鱗片からなる。茎は細く、高さは10-30cmになる。葉は狭披針形で、下部では2個対生し、長さ35-80mm、幅5-15mm、上部の花柄基部では3輪生し、長さ30-70mm、幅2-8mmになる。花がつかない個体には葉が1個のみつく。
花期は3中旬-下旬。花は椀状鐘形で、長さ14-16mm、径7-10mmになり、先端はやや外側に反り返る。花柄は長さ5-15mmで、その先に1個の花が下垂する。花被片は6個で、長楕円形、長さ13-25mm、幅3-7mm、赤みを帯びた白色から淡紫色で、縁は全縁、先端は鋭形になる。花被片の外面に薄い紫褐色の縦線と薄い暗紫色の斑紋があり、花被片内側の基部から4分の1の点から先端に向かう腺体があり、緑色から黄緑色で、長さ4-10mmになる。ただし、花色の変異は大きい。雄蕊は6個あり、長さ5-9mm、葯は黄白色になり、花糸に微細な突起がある。雌蕊は長さ10-15mm、花柱は白色、微細な突起があり、柱頭はほとんど合生するかやや3中裂する。果実は蒴果で長さ10-17mm、径8-11mm、種子は長さ2mm、幅2mmになる。染色体数2n=24。

## 分布と生育環境
日本固有種。本州の島根県に分布し、低山の落葉樹林下に生育する。まれに見られる植物である。

## 名前の由来
種小名（種形容語）ayakoana は、ホソバナコバイモ Fritillaria amabilis とこの植物の花の相違について発見し、この植物の新種記載に寄与した島根県の丸山綾子（あやこ）ヘの献名、丸山綾子は、この植物の命名者のひとりである島根県の元高等学校諭の丸山巌の妻である。
和名イズモコバイモは、「出雲小貝母」の意。1978年に島根県簸川郡佐田町（現：出雲市）で採集されたものがタイプ標本となっている。

## 分類
花が椀状鐘形という点で、カイコバイモ Fritillaria kaiensis に似る。同種の花糸や花柱には微細な突起がなく平滑であり、花柱の先端は3裂する。一方、本種イズモコバイモは、花糸や花柱に微細な突起があり、花柱の先端はほとんど3裂せず合生する。また、染色体数はカイコバイモが2n=24、イズモコバイモが2n=22である。

## 種の保全状況評価
絶滅危惧II類 (VU)（環境省レッドリスト）
都道府県のレッドデータ、レッドリストの選定については、島根県で絶滅危惧I類(CR+EN)になっている。

### 天然記念物指定
- 「イズモコバイモ」として、島根県川本町指定の天然記念物になっている[12]。
- 生育地が「反辺のイズモコバイモ群生地」として、島根県出雲市指定の天然記念物になっている[13]。

## ギャラリー

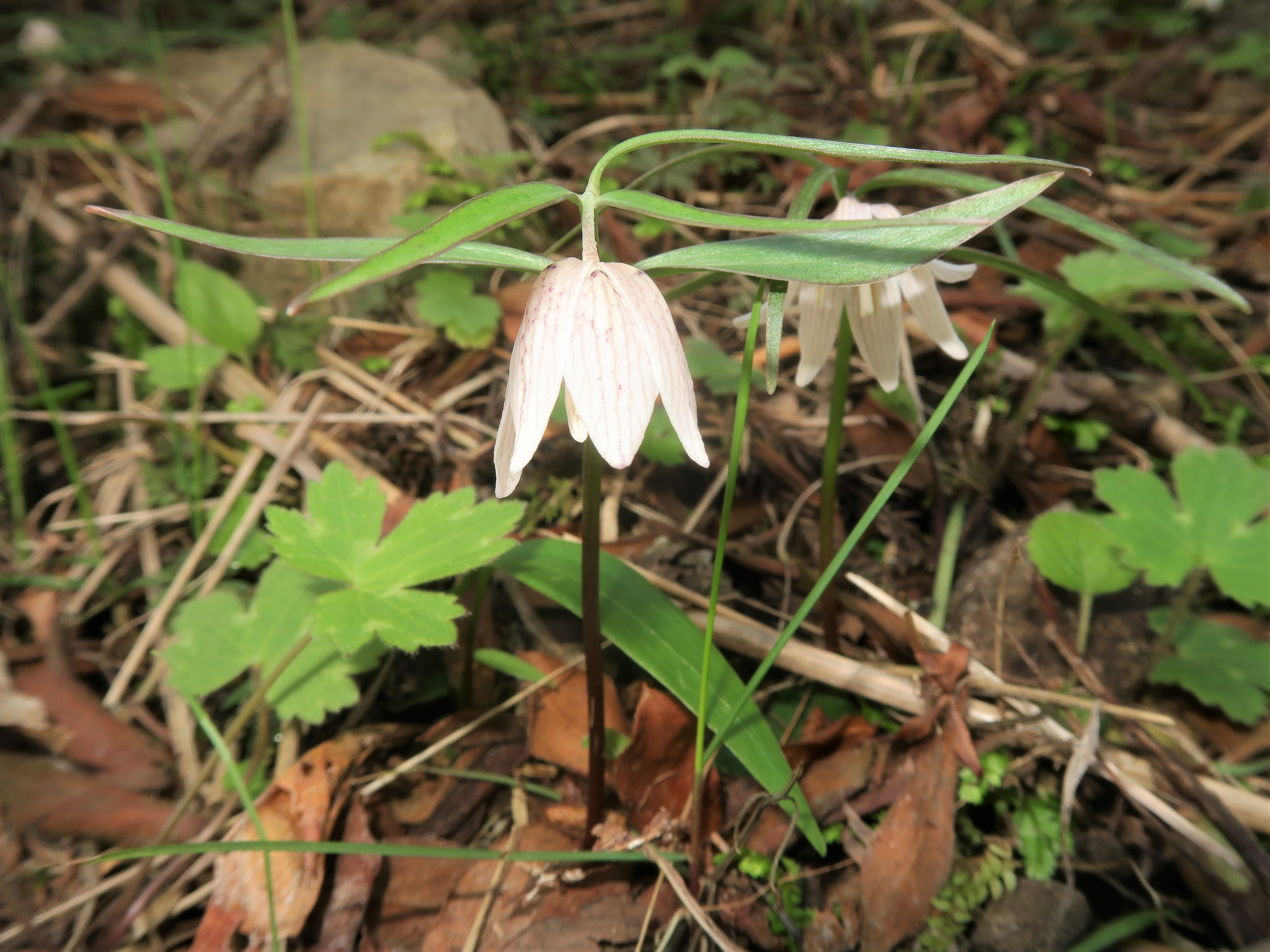
花は椀状鐘形で、先端はやや外側に反り返る。赤みを帯びた白色から淡紫色で、外面に薄い紫褐色の縦線と薄い暗紫色の斑紋がある。
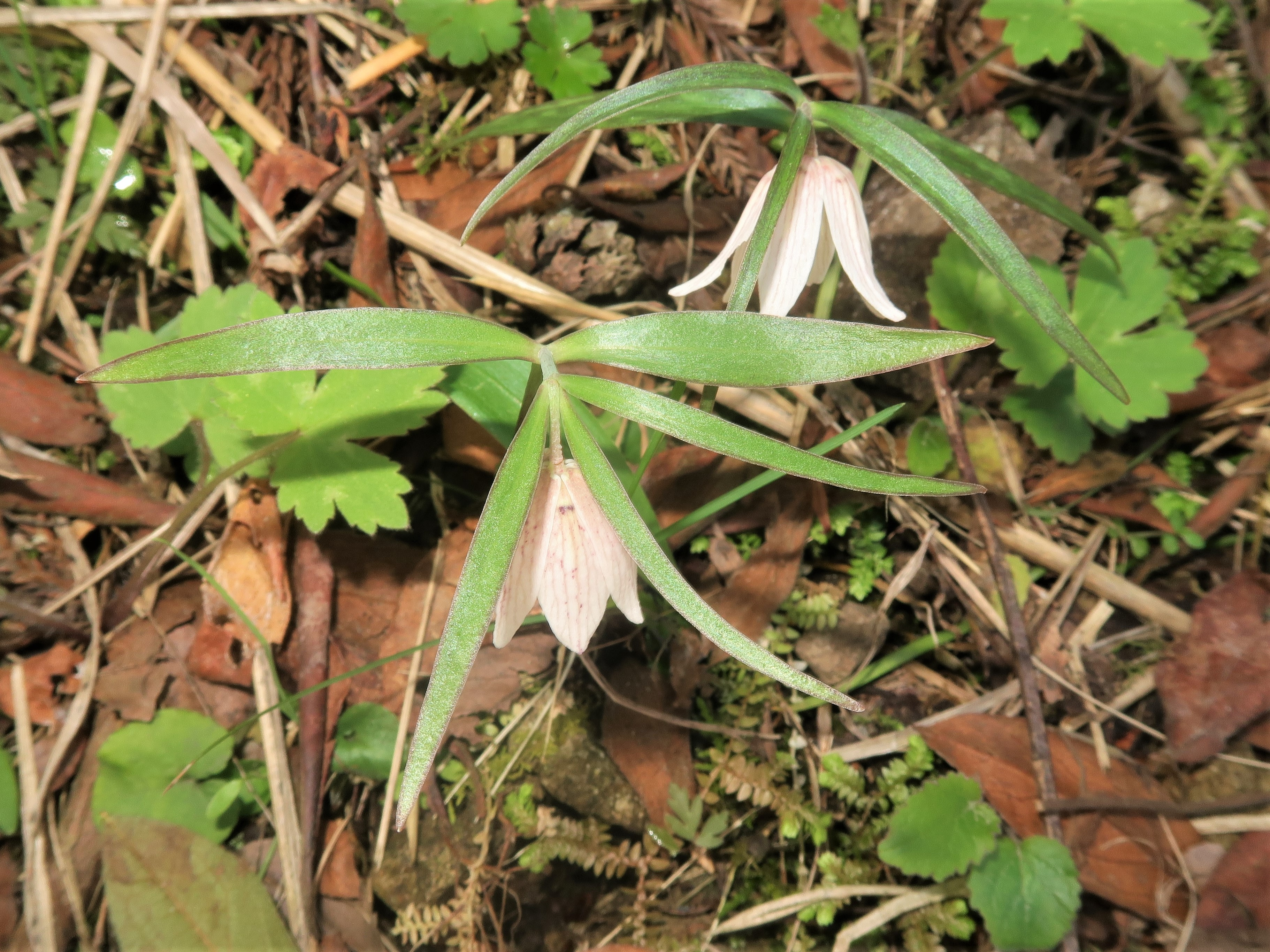
葉は狭披針形で、下部では2個対生し上部の花柄基部では3輪生する。
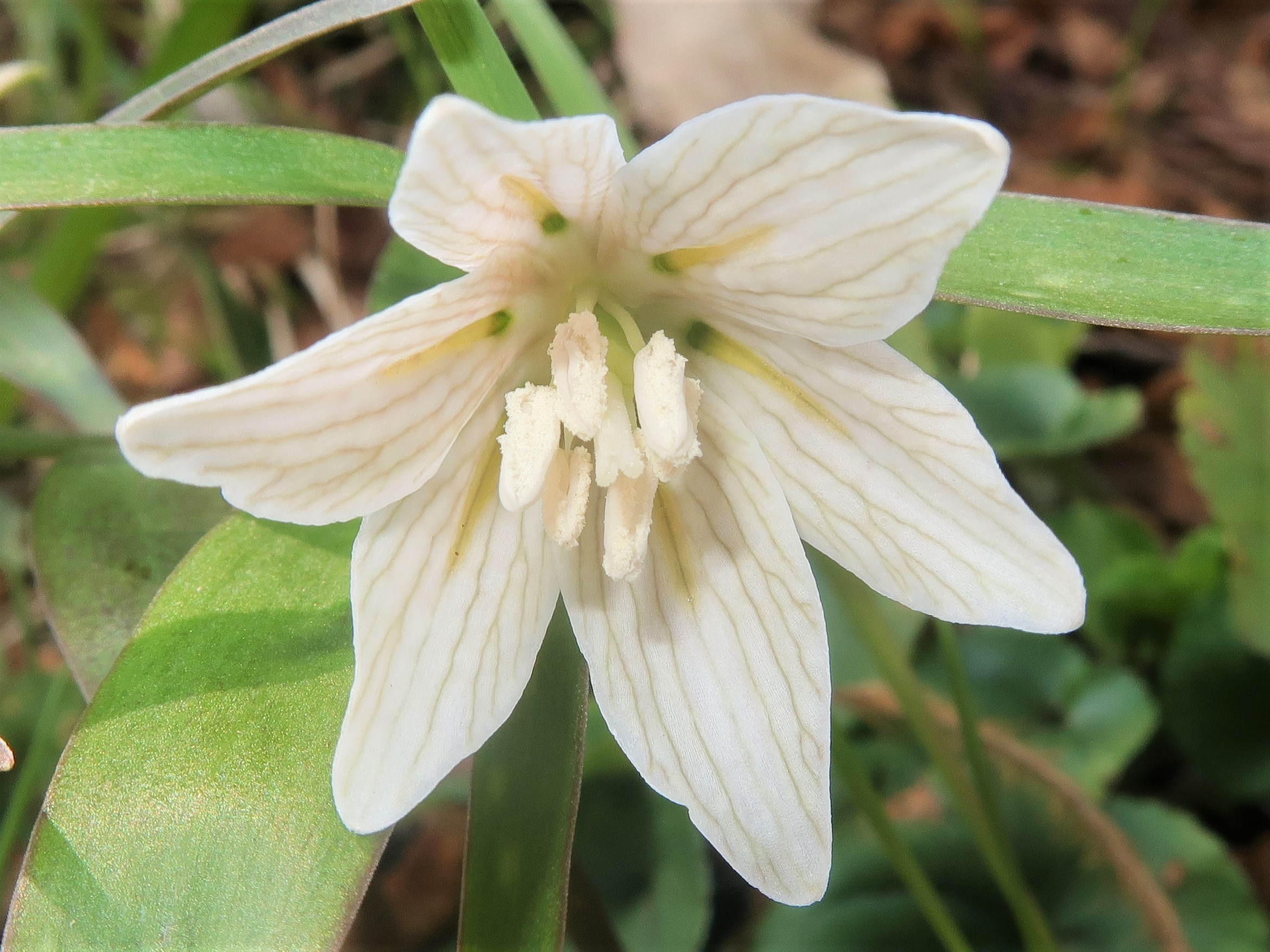
花被片内側の基部から4分の1の点から先端に向かう腺体があり、緑色から黄緑色になる。雌蕊に微細な突起があり、柱頭はほとんど合生する。
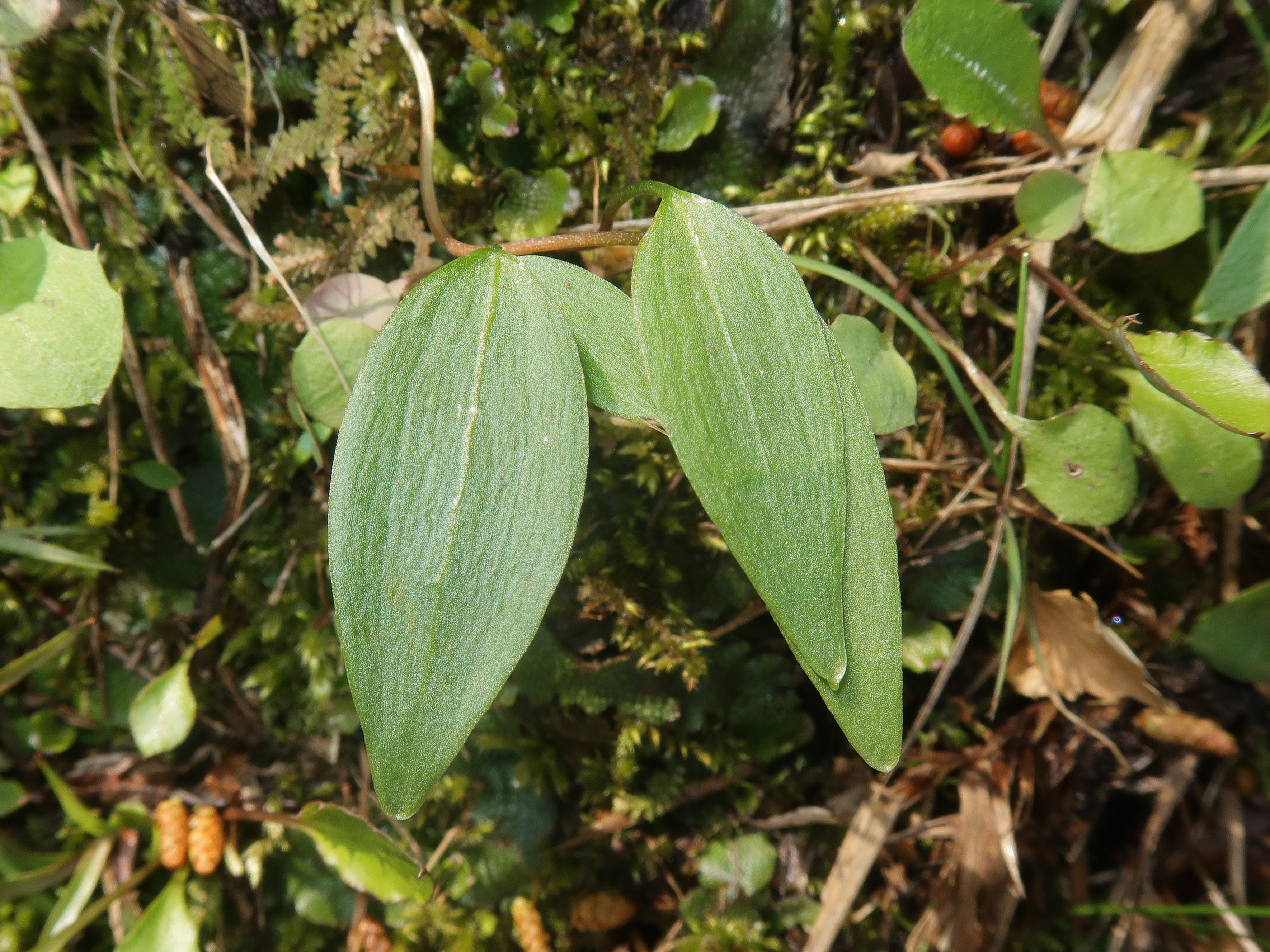
幼葉。

## イワミコバイモ
イワミコバイモ Fritillaria × makotoi Hitoshi.Sato et Naruh. (2018) - ホソバナコバイモ F. amabilis とイズモコバイモとの自然交雑種。